# Rossford
Rossford è una città degli Stati Uniti d'America, situata nello Stato dell'Ohio, nella contea di Wood. La città è attraversata dal fiume Maumee.